# Pampa Grande
Pampa Grande är en ort i Bolivia.   Den ligger i departementet Santa Cruz, i den centrala delen av landet, 160 km nordost om huvudstaden Sucre. Pampa Grande ligger 1 295 meter över havet och antalet invånare är 766.
Terrängen runt Pampa Grande är huvudsakligen kuperad, men den allra närmaste omgivningen är platt. Pampa Grande ligger nere i en dal. Runt Pampa Grande är det mycket glesbefolkat, med 5 invånare per kvadratkilometer.. Närmaste större samhälle är Mairana, 16,4 km öster om Pampa Grande.
I omgivningarna runt Pampa Grande växer huvudsakligen savannskog.